# نفيل بن عبد العزى
نُفيل بن عبد العزى، أحد القضاة في الجاهلية. كانت قريش تتحاكم إليه في خصوماتها ومنافراتها وهو جد عمر بن الخطاب. توفي في حوالي 50 قبل الهجرة تقريبًا 575م.

## نسبه
نفيل بن عبد العزى بن رياح بن عبد الله بن قرط بن رزاح بن عدي بن كعب بن لؤي بن غالب بن فهر بن مالك بن النضر بن كنانة بن خزيمة بن مدركة بن إلياس بن مضر بن نزار بن معد بن عدنان.

وأمه هي أميمة بنت ود بن عدي بن ذبيان بن مالك بن سلامان بن سعد بن زيد، من قضاعة.